# Condrò

Localització de Condrò

Condrò (sicilià Cundrò) és un municipi italià, dins de la ciutat metropolitana de Messina. L'any 2005 tenia 498 habitants. Limita amb els municipis de Gualtieri Sicaminò, Pace del Mela i San Pier Niceto.

## Administració
| Període | Identitat                  | Partit        |
| ------- | -------------------------- | ------------- |
| 2009-   | Salvatore Antonio Campagna | Llista cívica |